# Holmesimysis sculptoides
Holmesimysis sculptoides är en kräftdjursart som beskrevs av Holmquist 1979. Holmesimysis sculptoides ingår i släktet Holmesimysis och familjen Mysidae. Inga underarter finns listade i Catalogue of Life.